# 47620 Joeplassmann
47620 Joeplassmann è un asteroide della fascia principale. Scoperto nel 2000, presenta un'orbita caratterizzata da un semiasse maggiore pari a 2,5700010 au e da un'eccentricità di 0,2088404, inclinata di 8,43557° rispetto all'eclittica.